# Jane Seymour (escritora)
Jane Seymour (c. 1541–19 de marzo de 1561) fue una escritora inglesa del siglo XVI, junto con sus hermanas Margaret Seymour y Anne Seymour, condesa de Warwick. También fue hermana de Edward Seymour, I conde de Hertford e hija de Edward Seymour, primer duque de Somerset, que desde 1547 fue Lord Protector de Inglaterra después de la muerte del rey Enrique VIII y durante la minoría de edad del primo hermano de Jane, el rey Eduardo VI. 
Fue bautizada el 22 de febrero de 1541 y sus padrinos fueron Thomas Cromwell, lady María —hija del rey, en ese momento declarada ilegítima pero más tarde se convertiría en reina— y Catalina Howard, quinta esposa de Enrique VIII y reina en el momento. Jane Seymour era sobrina de la tercera esposa de Enrique VIII, la reina Jane, por quien probablemente fue nombrada así. Fue la única testigo de la boda secreta de su hermano Edward con lady Catalina Grey en 1560, que era la potencial heredera de la reina Isabel I. Murió un año más tarde, a la edad de 20, probablemente de tuberculosis. 
Las hermanas Seymour tendían a trabajar juntas, su obra más famosa es una colección de 104 dísticos en latín, el Hecatodistichon, publicado en 1550, que fue creado para la tumba de Margarita de Angulema, reina de Navarra. Fueron las primeras mujeres inglesas en publicar un libro.